# Laserpen

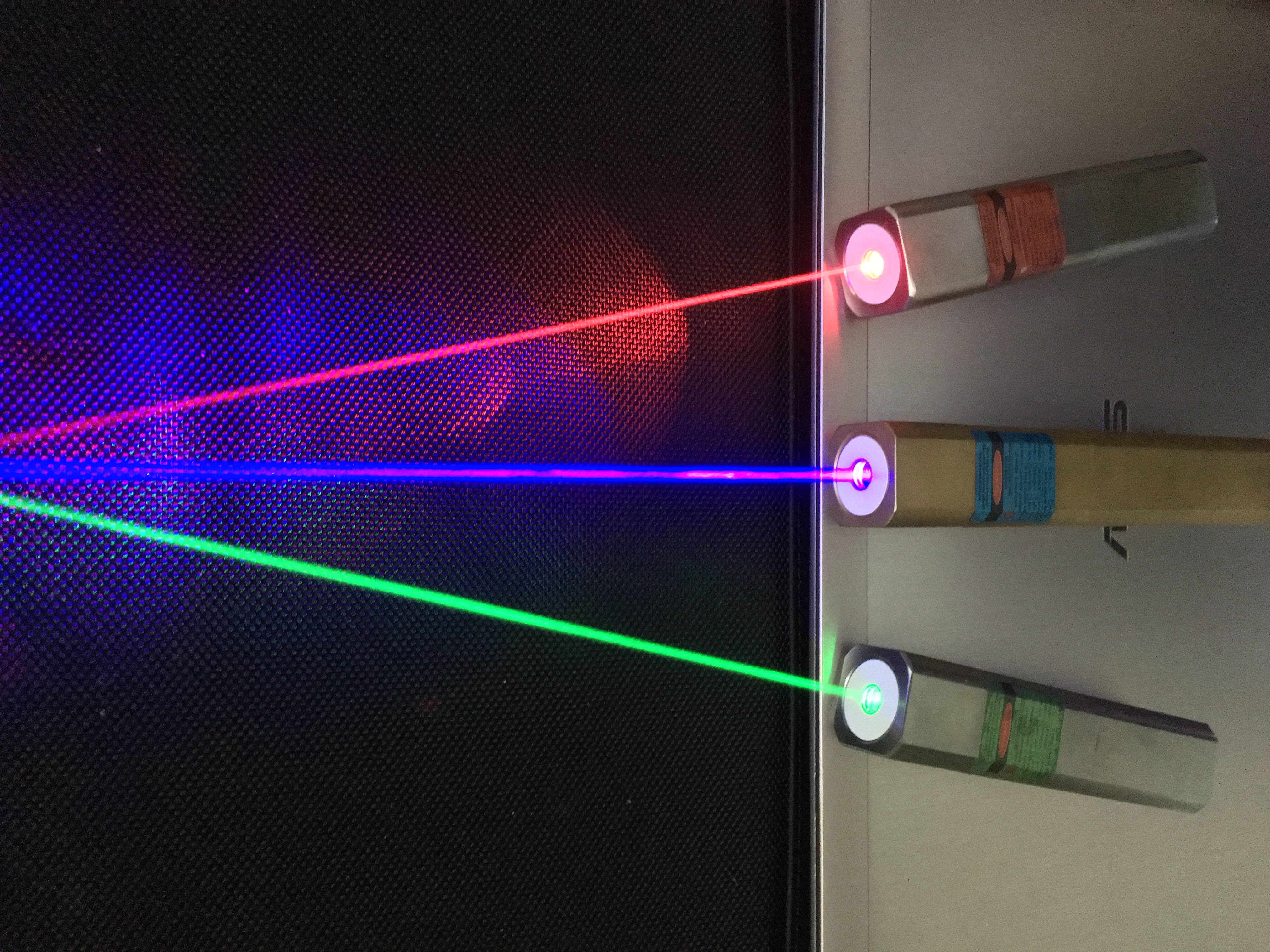
Laserpennen

Een laserpen of laserpointer is een klein draagbaar toestel met een laserdiode dat een laserstraal van zichtbaar licht kan uitstralen en door een eigen batterij gevoed wordt. Laserpennen kunnen worden gebruikt als speelgoed voor mensen maar ook huisdieren kunnen het leuk vinden om het schijnsel als prooi te beschouwen. Ze kunnen ook gebruikt worden als aanwijsinstrument in het onderwijs of bij presentaties. 

## Verkoop
Sinds 5 februari 2014 zijn in Europa laserpennen met een maximaal vermogen van 1 mW legaal te koop. Laserpennen met een vermogen van meer dan 1 mW zijn illegaal in Europa. Men denkt vaak dat 5 mW de grens is, maar dat is niet zo. Een laserpen van maximaal 1 mW valt onder klasse 2 en is legaal te koop en te gebruiken. Laserpennen van klasse 3B, 3R en klasse 4 zijn illegaal en bij verkoop hiervan riskeer je een controle/boete van de Nederlandse Voedsel- en Warenautoriteit. Het Europese laserpointerregister, Rapex Lasers, houdt een register bij van laserpointerproducenten en voert tevens zelf controles uit, vaak in opdracht van meldingen om illegale laserpennen te voorkomen in het vrije verkeer.

## Kritiek
Het bereik van laserpennen is bij verschillende vermogens anders. Er bestaan anno 2017 pennen met een vermogen van 10 watt - deze schijnen bij helder weer 8 kilometer ver. Een 3 watt-laserpen kan zelfs schade aanrichten. In Nederland pleit de vakbond van piloten voor een totaalverbod op de laserpen. Een krachtige straal is vanaf 1200 meter waarneembaar, vanaf 300 meter kan het zicht van de piloot verstoord worden. Het beschijnen van piloten komt met enige regelmaat voor. Dat is in Nederland strafbaar. De pennen worden ook misbruikt tijdens voetbalwedstrijden. Het schijnen in de ogen kan letsel veroorzaken.